# Teresa Grillo Michel
(Beata Teresa Grillo Michel)
Madre Teresa Grillo Michel, P.S.D.P. (Spinetta Marengo, 25 settembre 1855 – Alessandria, 25 gennaio 1944), è stata una religiosa italiana.

## Biografia
Nacque Teresa Maddalena Grillo a Spinetta Marengo, sobborgo di Alessandria, ed era la quinta ed ultima figlia di Giuseppe, primario dell'Ospedale Civile della città piemontese, e di Maria Antonietta Parvopassu che discendeva da antica famiglia alessandrina. Fu battezzata il 26 settembre 1855. Ricevette la Cresima il 1º ottobre 1867 e nel 1872 la Prima Comunione. Frequentò le scuole elementari a Torino con la madre e il fratello Francesco, che qui frequentava l'Università.
Nel 1867, in seguito alla morte del padre, proseguì gli studi come interna del collegio delle Dame inglesi a Lodi, dove si diplomò nel 1873.
Tornata ad Alessandria, cominciò a frequentare le famiglie nobili locali e ben presto conobbe Giovanni Michel, capitano dei bersaglieri, che sposò il 2 agosto del 1877.
Si trasferì quindi con il marito in Campania, poi in Sicilia e infine a Napoli. E proprio in questa città restò vedova il 13 giugno 1891, quando il marito morì stroncato da un'insolazione nel corso di una parata. Fece pertanto ritorno alla città natale.

### La vita religiosa
Cadde in depressione e ne uscì con l'aiuto sia della lettura della vita del Venerabile Cottolengo, sia con l'aiuto del cugino sacerdote, Mons. Prelli. Decise di dedicarsi ai poveri e alle persone bisognose, ospitandoli nel suo palazzo. Scelse l'insegnamento di Gesù "va e vendi... dallo ai poveri... seguimi". Divenuto insufficiente il palazzo per il numero di persone ospitate, nel 1893 lo vendette e ne acquistò un altro procedendo al restauro e all'ampliamento, e dando vita al Piccolo Ricovero della Divina Provvidenza.
Nello stesso anno, il 14 gennaio, si iscrive al Terz'Ordine Francescano. Sempre nel 1893 donò il suo abito di nozze alla Chiesa dei Cappuccini di Alessandria affinché se ne facesse un paramento sacro.

### La fondazione della Congregazione
Sollecitata dall'Autorità Ecclesiastica, prese i voti l'8 gennaio 1899 dal Vescovo di Alessandria Mons. Giuseppe Capecci, vestendo l'abito religioso nella cappella del "Piccolo Ricovero", ove diede vita con otto sue collaboratrici alla "Congregazione delle Piccole Suore della Divina Provvidenza". La Congregazione riceverà l'Approvazione Apostolica dalla Santa Sede l'8 giugno 1942.
Centro della vita spirituale delle Piccole Suore è l'Eucaristia, il cui amore è manifestato dall'immagine che Teresa volle ben visibile sull'abito religioso, così come dalla pratica della preghiera prolungata davanti al Santissimo Sacramento.

### Diffusione in Italia ed all'estero
Nel corso degli anni successivi l'Istituto si diffuse in altri luoghi del Piemonte, e poi in Lombardia nel Veneto e anche nell'Italia Meridionale. Il 13 giugno 1900 si estese in Brasile e nel 1927 in Argentina dietro sollecitazioni del Beato Don Luigi Orione.
Nel 1902 realizzò insieme a sei consorelle a La Spezia al numero civico 24 dello Stradone d'Oria un asilo infantile ed un laboratorio di cucito che intitolò a Iolanda di Savoia.
Attraversò otto volte l'Atlantico per raggiungere l'America Latina. L'ultimo viaggio lo fece nel 1928 a 73 anni.

### La causa di canonizzazione
Madre Teresa Michel si spense il 25 gennaio 1944 all'età di 88 anni ad Alessandria.
Con il processo informativo, nel 1953 fu avviata la causa di canonizzazione. Papa Giovanni Paolo II l'ha beatificata a Torino il 24 maggio 1998 con la lettera apostolica Si Vis, in occasione dell'ostensione della Sindone.
La memoria liturgica della beata è posta dal Martyrologium Romanum al 25 gennaio, mentre la Congregazione delle Piccole Suore della Divina Provvidenza, adeguandosi alle decisioni della diocesi di Alessandria, la ricorda il 23 gennaio.
(Martirologio Romano)